# Sportbeha

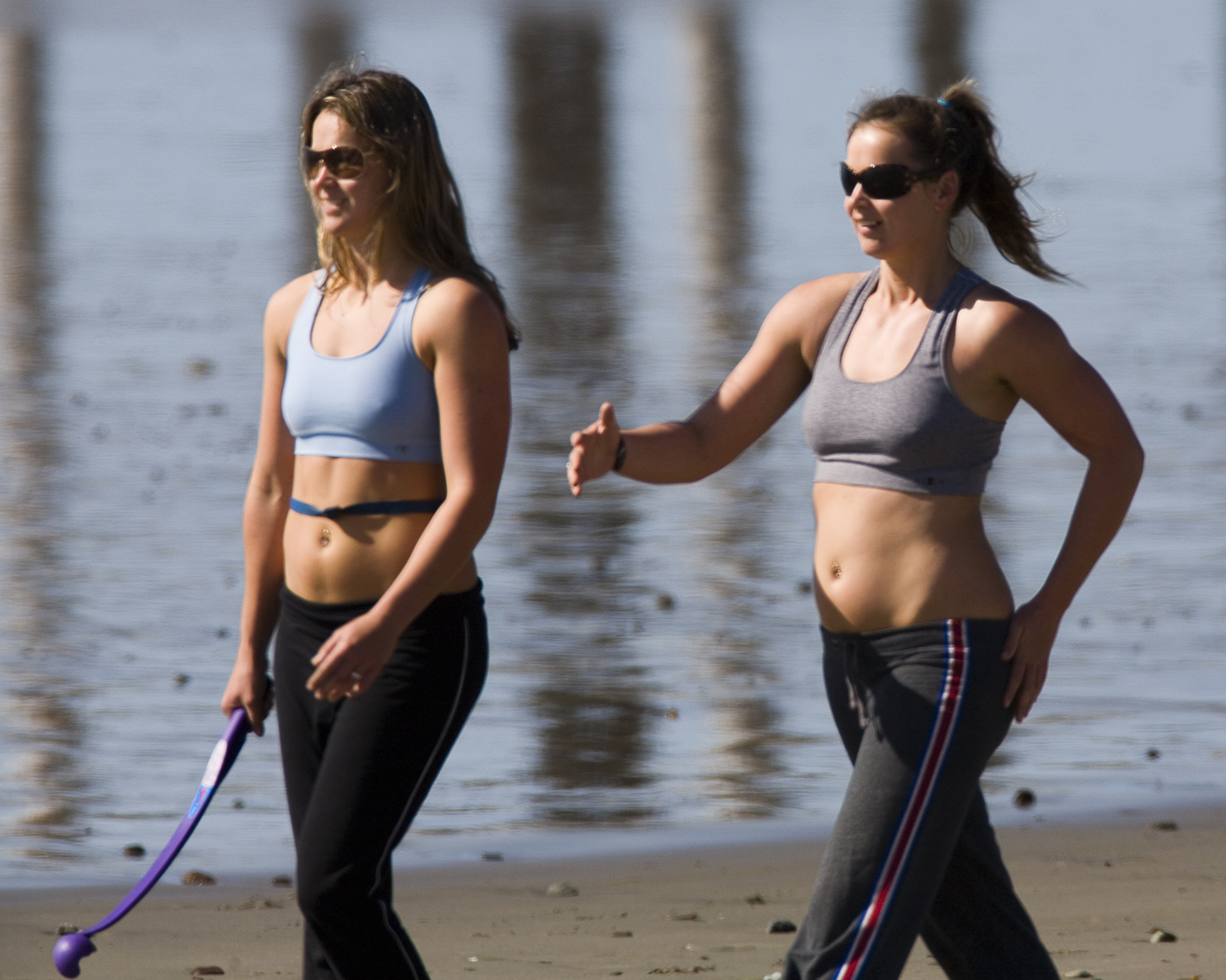
Twee vrouwen met compression-sportbeha's wandelen over het strand

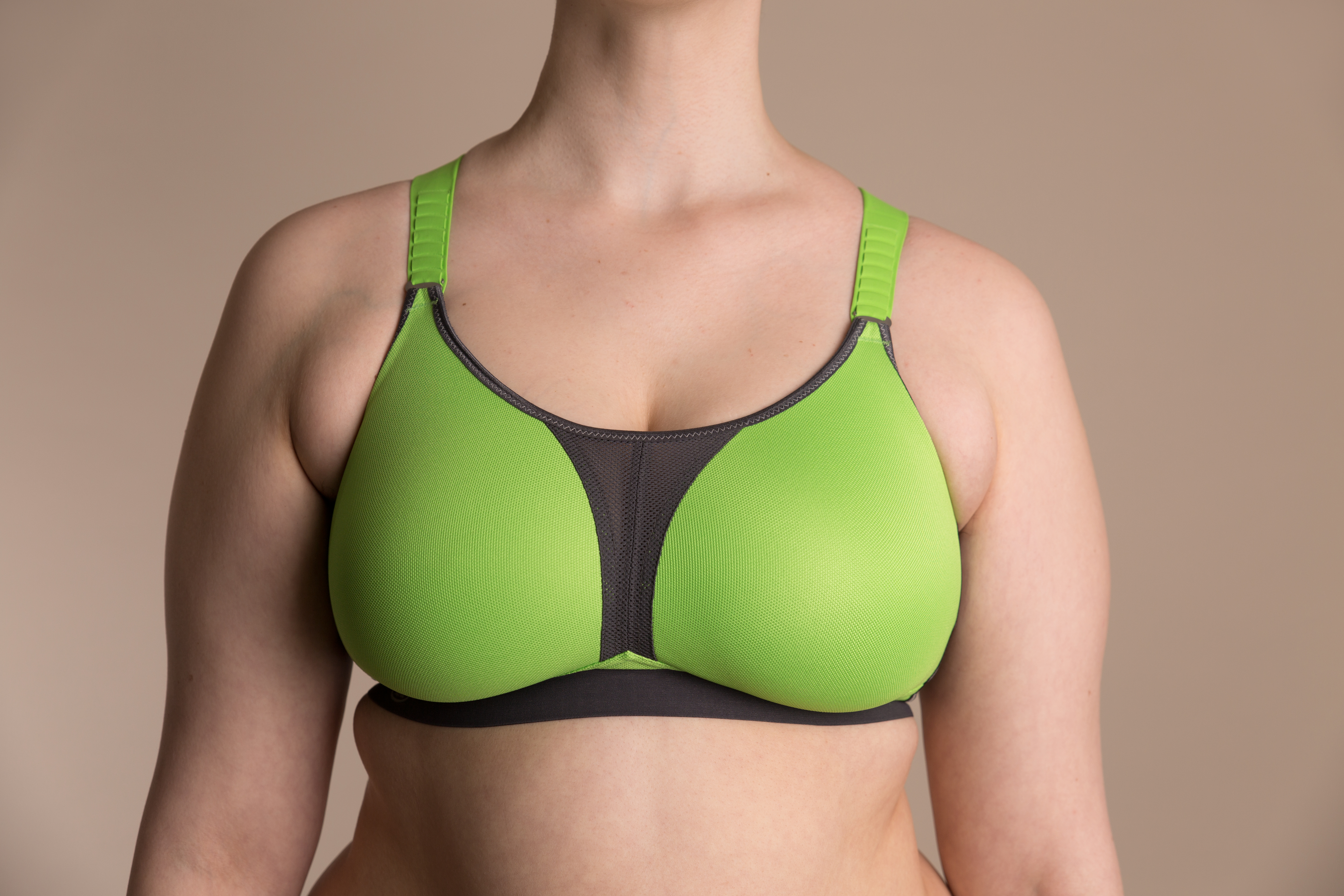
Een sportbeha van het encapsulation-type

Een sportbeha of sport-bh is een beha voor tijdens het sporten. Een sportbeha zorgt ervoor dat de borsten – die zelf geen spieren bevatten – minder heen en weer bewegen onder invloed van schokken van het lichaam, waardoor het borstweefsel en de ligamenten minder snel beschadigd worden en vrouwen tijdens het bewegen een groter comfort ervaren.
Veel vrouwen ervaren ongemakken of pijn aan hun borsten tijdens intensieve lichaamsbeweging. Voor sport worden beugelbeha's en andere beha's afgeraden en raden artsen en onderzoekers een aangepaste sportbeha aan.
Er bestaan sportbeha's in verschillende modellen en types. De meeste sportbeha's zijn compression-beha's die de borsten dicht tegen de ribbenkast samendrukken. Encapsulation-sportbeha's drukken de twee borsten apart samen, waardoor ze minder horizontaal bewegen dan beha's van het compression-type en waardoor de twee borsten duidelijker zijn afgelijnd. Voor sommige sporten met hevige schokken, zoals paardrijden, worden ultrasterke sportbeha's aanbevolen, terwijl een luchtige en dunne sportbeha vaak volstaat tijdens wandelen of yoga.
Beha's worden gezien als ondergoed, al draagt men een sportbeha ook weleens als bovenkleding.